# Max Kuehne

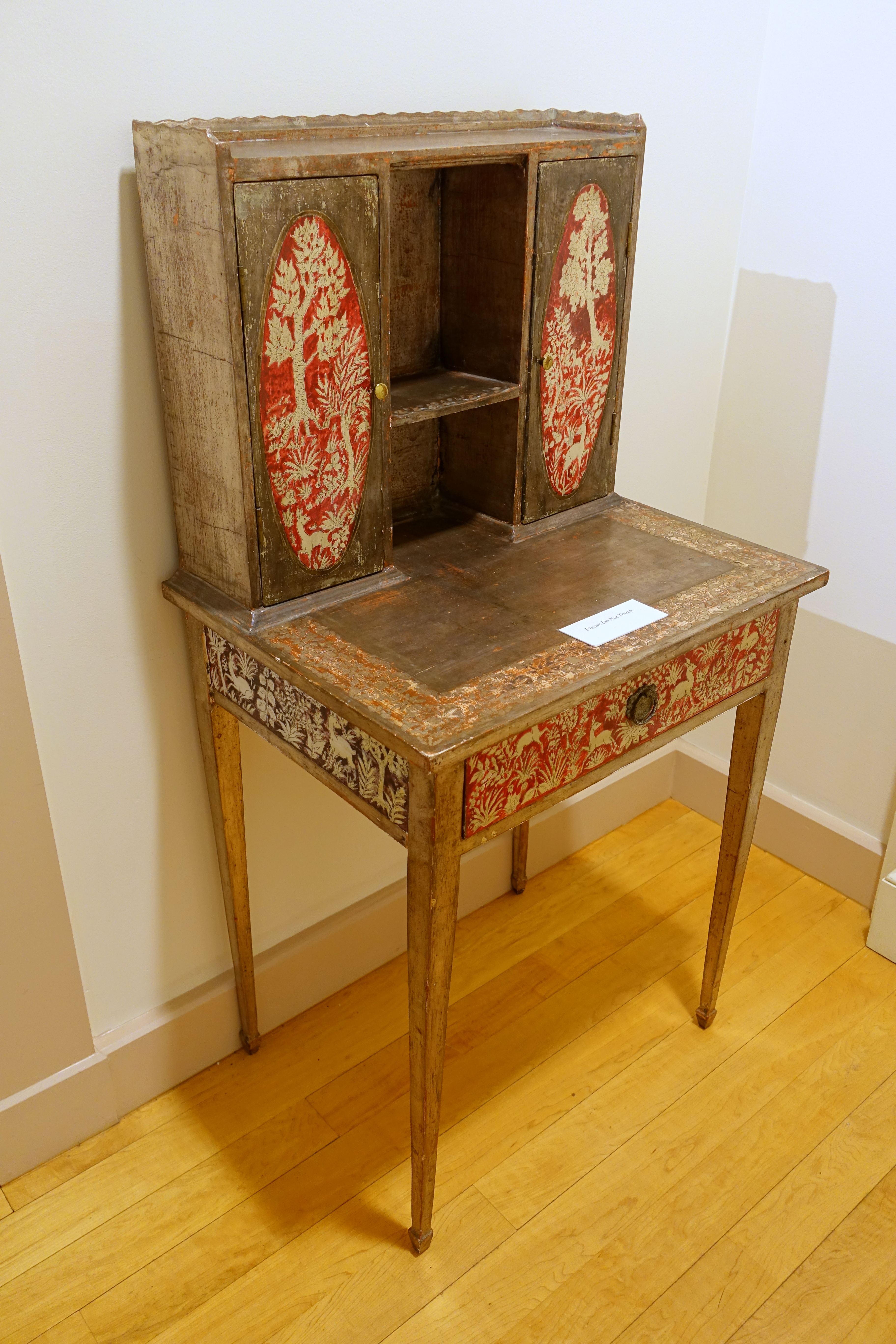
Sekretär von Max Kuehne, ca. 1937, Gloucester, Massachusetts, Cape Anne Museum

Max Kuehne (* 7. November 1880 in Halle (Saale); † 19. März 1968 in New York City) war US-amerikanischer Maler und Kunsthandwerker deutscher Abstammung.

## Leben und Wirken
Max Kuehne wurde 1880 in Halle geboren. Er übersiedelte 1894 in die USA, wo sich die Familie in Flushing niederließ – einem Stadtteil von Queens in New York City. 1907 begann Kuehne eine Ausbildung an der New York School of Art bei William Merritt Chase und Kenneth Hayes Miller.
1911 eröffnete er ein eigenes Studio in Rockport, Massachusetts. Er reiste in den folgenden Jahren immer wieder nach Europa, insbesondere nach Spanien, England, Deutschland und Frankreich. 1925 ließ er sich endgültig in Rockport nieder.
Große Anerkennung genoss Kuehne auch als Kunsthandwerker. Die von ihm gefertigten Möbel erzielen bei Auktionen mittlerweile hohe Preise. Seine Werke befinden sich heute in vielen bedeutenden Museen der USA, darunter im Metropolitan Museum of Art in New York und im Museum of Contemporary Art, Los Angeles. Ein Teil seines Nachlasses gelangte in die Syracuse University.

### Familie
Kuehnes Sohn Richard E. Kuehne (* um 1918; † 28. September 2011 in Rockport, Massachusetts) studierte am Amherst College und war später viele Jahre Direktor des Museums der Militärakademie in West Point.